# Побеснели Макс: Аутопут беса
Побеснели Макс: Аутопут беса (енгл. Mad Max: Fury Road) акциони је филм из 2015. године у режији Џорџа Милера. Продуценти филма су Џорџ Милер, Даг Мичел и П. Ј. Вотен. Сценарио су написали Џорџ Милер, Брендан Макарти и Нико Латурис. Четврти је део филмске франшизе Побеснели Макс. Главну улогу у филму игра Том Харди као Макс Рокатански и заменио је Мела Гибсона (који је тумачио лик Макса у прва три филма снимљена од 1979. до 1985. ) и Шарлиз Терон као Императорка Фуриоза. У споредним улогама су Николас Хоулт и Хју Киз-Берн.
Филм је номинован за десет Оскара. Добио је 6 Оскара за: најбољу костимографију, најбољу сценографију, најбољу шминку, најбољу монтажу, најбољу монтажу звука и најбоље миксање звука.

## Заплет
Говорећи 2012. године о заплету филма, Милер је рекао да ће он пратити Макса и групу људи по пустињи у сукобу са Императорком Фуриозом и описао га као препознатљив "рат на путу".

## Радња
Прогоњен турбулентном прошлошћу, Макс Рокатански у усамљеничком лутању види најбољу шансу за преживљавањем. Али, након сусрета са лепом Фуриозом и одбеглом групом из Цитаделе, града чије становнике терорише тиранин Имортан Џо, постаће део неизбежног рата који следи.

## Локације
Филм је углавном сниман у Намибији, укључујући пустињу Намиб и град Свакопмунд. Неке сцене су снимане у Аустралији (у Сиднеју) и Јужноафричкој Републици (у Кејптауну).

## Улоге
| Глумац                  | Улога               |
| ----------------------- | ------------------- |
| Том Харди               | Макс Рокатански     |
| Шарлиз Терон            | Императорка Фуриоза |
| Николас Хоулт           | Нукс                |
| Хју Киз-Берн            | Имортан Џо          |
| Роузи Хантингтон-Вајтли | Сплендид            |
| Зои Кравиц              | Тост                |
| Рајли Кио               | Капабли             |

## Занимљивости
- Шариз Терон се за потребе снимања овог филма ошишала веома кратко.
- Филм је снимљен у 3D технологији.[4]
- У филму глуми Зои Кравиц, ћерка музичара Ленија Кравица.
- У филму глуми Рајли Кио, унука музичара Елвиса Преслија.